# Beggerow
Beggerow é um município da Alemanha, situado no distrito de Mecklenburgische Seenplatte, no estado de Mecklemburgo-Pomerânia Ocidental. Tem 29,69 km² de área, e sua população em 2019 foi estimada em 475 habitantes.